# Agente speciale Sue Thomas
Agente speciale Sue Thomas (Sue Thomas: F.B.Eye) è una serie televisiva poliziesca prodotta dalla CTV in collaborazione con la PAX TV e trasmessa dal 13 ottobre 2002.

## Trama
La serie racconta le avventure dell'agente speciale Sue Thomas. La protagonista è sorda, come anche l'attrice Deanne Bray da cui viene interpretata. Dopo un'infanzia difficile riesce a farsi strada e accompagnata da Levi, il suo hearing dog (un "cane per sordi", il cui compito è segnalare determinati rumori ambientali al padrone) Sue riesce finalmente a coronare il suo sogno, che è quello di entrare all'FBI. Inizialmente è accolta con diffidenza, ma scoperte le sue qualità, viene ben presto integrata nel gruppo, finendo per innamorarsi del capo dell'unità Jack Hudson.

## Episodi
| Stagione         | Episodi | Prima TV originale | Prima TV Italia |
| ---------------- | ------- | ------------------ | --------------- |
| Prima stagione   | 19      | 2002-2003          | 2006            |
| Seconda stagione | 19      | 2003-2004          | 2006            |
| Terza stagione   | 19      | 2004-2005          | 2006            |